# Bobby Howes
Bobby Howes (Londres; 4 de agosto de 1895 – ib.; 27 de abril de 1972) fue un actor británico.

## Biografía
Su verdadero nombre era Charles Robert William Howes, y nació en Londres, Inglaterra, siendo sus padres Robert William Howes y Rose Marie Butler.
Se inició como actor en las revistas, pero su carrera se vio interrumpida a causa de la Primera Guerra Mundial, durante la cual fue movilizado al Frente Occidental. Fue herido durante un ataque alemán con gas mostaza, pero se recuperó y pudo volver al teatro.  
Consiguió un gran éxito con la comedia basada en la Cenicienta titulada Mr. Cinders, junto a Binnie Hale, con quien trabajaría varias veces a lo largo de su carrera. Posteriormente repitió su papel en Mr. Cinders en varias producciones diferentes. Fue ante todo una estrella del musical del West End londinense en las décadas de 1930 y 1940, aunque su carrera teatral fue activa a lo largo de toda su vida, incluso trabajando en Broadway y en el cine antes de retirarse a finales de la década de 1960. Uno de sus papeles más aplaudidos fue el principal de la versión representada en 1960 de Finian's Rainbow .
Durante la Segunda Guerra Mundial trabajó en el sótano de la Sala de Control en Londres de la BBC.  
En los años treinta formó parte del grupo musical Four Bright Sparks, entre cuyos cantantes se encontraban Billy Milton y Ray Starita, grabando con el mismo varios discos.
Howes estuvo casado con la actriz teatral Patricia Malone. Sus hijos fueron la actriz Sally Ann Howes y el clarinetista Peter Howes. 
Bobby Howes falleció en 1972 en Londres, Inglaterra.  

## Filmografía
- Elixir do Diabo, O (1964)
- Watch it, Sailor! (1961) - como un borracho (artista invitado)
- The Good Companions (1957) - como Jimmy Nunn
- Happy Go Lovely (1951) - como Charlie
- Murder In the Footlights (1951)
- The Trojan Brothers (1946) - como Benny Castelli
- Bob's Your Uncle (1942)
- Men With Whips (1939)
- Yes, Madam? (1939) - como Bill Quinton
- Sweet Devil (1938) - como Tony Brent
- Please Teacher (1937) - como Tommy Deacon
- Over the Garden Wall (1934) - como Bunny
- For the Love of Mike (1932) - como Bobby Seymour
- Lord Babs (1932) - como Lord Basil 'Babs' Drayford
- Third Time Lucky (1930) - como Rev. Arthur Fear
- The Guns of Loos (1928) - como Danny
- On With The Dance (1927)

## Televisión
- Douglas Fairbanks Presents "Point of View"
- Curtains For Harry (1955) - como Harry Bates
- Out Of This World (1950) – Proyecto de serie que tuvo un solo episodio
- Such Is Life (1950)
- Paging You (1946) - episodio n.º 4

## Teatro
- Do Re Me (1961) – Teatro Prince of Wales, Londres – Estrenada el 12 de octubre de 1961
- Finian's Rainbow (1961) - Blackpool Opera House - marzo/abril 1961
- Finian's Rainbow (1960) - Broadway - (reposición) 23 de mayo de 1960 – 1 de junio de 1960
- The Geese Are Getting Fat (1960) – Teatro Phoenix - 1960
- Finian's Rainbow (1958) – Teatro New Shakespeare, Liverpool - con Shani Wallis
- Hide and Seek (1958) - London Hippodrome - con Cicely Courtneidge
- The Entertainer (1958) - Leeds Grand Theatre & Opera House – Julio de 1958
- Start From Scratch (1957) – Teatro Q, Kew (temporada 1956-1957) - con Glyn Dearman, Helen Christie; dir:Robert Henderson
- Paint Your Wagon (1953) – Teatro Her Majesty, en Haymarket – con su hija, Sally Ann Howes – representada 18 meses
- Harvey (años 1950?) – Teatro Streatham Hill - años 1950?
- The Yellow Mask (1953) – Teatro His Majesty
- Roundabout (1949) – tres semanas, con Patricia Kirkwood
- Four, Five, Six (1948) - con Binnie Hale
- The Man In the Street (1947) – Teatro St. James, octubre de 1947
- Here Come The Boys (1946) – Teatro Saville, en Shaftesbury Avenue - con Jack Hulbert
- Cinderella (1944) (pantomima) - Winter Garden
- By Jupiter (1944) – Teatro Palace, Mánchester – estrenada el 25 de julio y suspendida poco después
- Let's Face It (Jerry Walker) - (1942) (musical) - London Hippodrome - show estrenado el 19 de noviembre - 348 representaciones
- Shepherd's Pie (1941) (musical) - Leeds Grand Theatre & Opera House – abril de 1941, con Arthur Riscoe, Richard Hearne, Vera Pearce y Raymond Newell
- Halfway To Heaven (1940) – Teatro Shaftesbury – Obra de Harry Segall.  Con Bryan Matheson, J H Roberts, Maxwell Foster
- Big Business (1940) - London Hippodrome
- All Clear (1939) - Queen's Theatre, Londres, con Beatrice Lillie – revista estrenada el 20 de diciembre de 1939
- Bobby Get Your Gun (1938) - Teatro Adelphi – Estrenada el 7 de octubre de 1938
- Hide and Seek (1937) - London Hippodrome – estrenada el 14 de octubre - con Cicely Courtneidge
- Please Teacher (1936) - London Hippodrome
- Christmas Mails 100 Years Ago (1935) - una comedia de Nevile Stocken
- Yes Madam? (1934) - London Hippodrome - show estrenado el 27 de septiembre - con Binnie Hale
- He Wanted Adventure (Bobby Bramstone) – Teatro Saville - 1933
- Tell Her The Truth (Bobbie) – Teatro Saville – Estreno el 14 de junio de 1932, 234 representaciones
- For The Love of Mike (1931) – Teatro Saville
- The Song of the Drum (Chips) - Teatro Drury Lane - 1931
- Nippy (1930) - London Hippodrome - con Binnie Hale - 1930
- Sons O' Guns (1930) - London Hippodrome – estreno el 26 de junio de 1930.
- Mr. Cinders (1930) – Teatro Streatham Hill – abril de 1930
- Mr. Cinders (1929) – Teatro Adelphi, Londres - 528 representaciones
- Mr. Cinders (1928-1929) - London Hippodrome - con Binnie Hale, Ruth Maitland, Arthur Chesney
- The Blue Train (1927) – Teatro Prince of Wales - 10 de mayo de 1927
- The Midnight Follies (1925) - Metropole - con Enid Stamp Taylor y Eddie Childs
- Little Revues (1923-24) - West End
- Seasoned To Taste (1919-1920) – una obra de género burlesco escrita por Jack Hylton e interpretada por Tommy Handley y Bobby Howes, estrenada a finales de 1919 y representada hasta inicios de 1920 en el Teatro Metropolitan de Edgware Road.

## Otras actuaciones en vivo
- Royal Variety Command Performance – 7 de noviembre de 1955, Victoria Palace
- Una gala en el Teatro Royal de Drury Lane para promocionar los National Savings - 17 de octubre de 1948.
- R.A.F.A. Festival of Reunion – 22 de septiembre de 1946 - Royal Albert Hall

## Discografía
- Finian's Rainbow (1960)
- Paint Your Wagon (1953)
- She's My Lovely (1940s?)
- Yes, Madam (1934) — con Binnie Hale
- The Blue Train (1927)
- Rudolf Friml in London (1923–30) — Derek Oldham, Edith Day, Ethel Levey, Bobby Howes, Roy Royston, Dennis Kings, et al..